# Phật giáo Tây Tạng

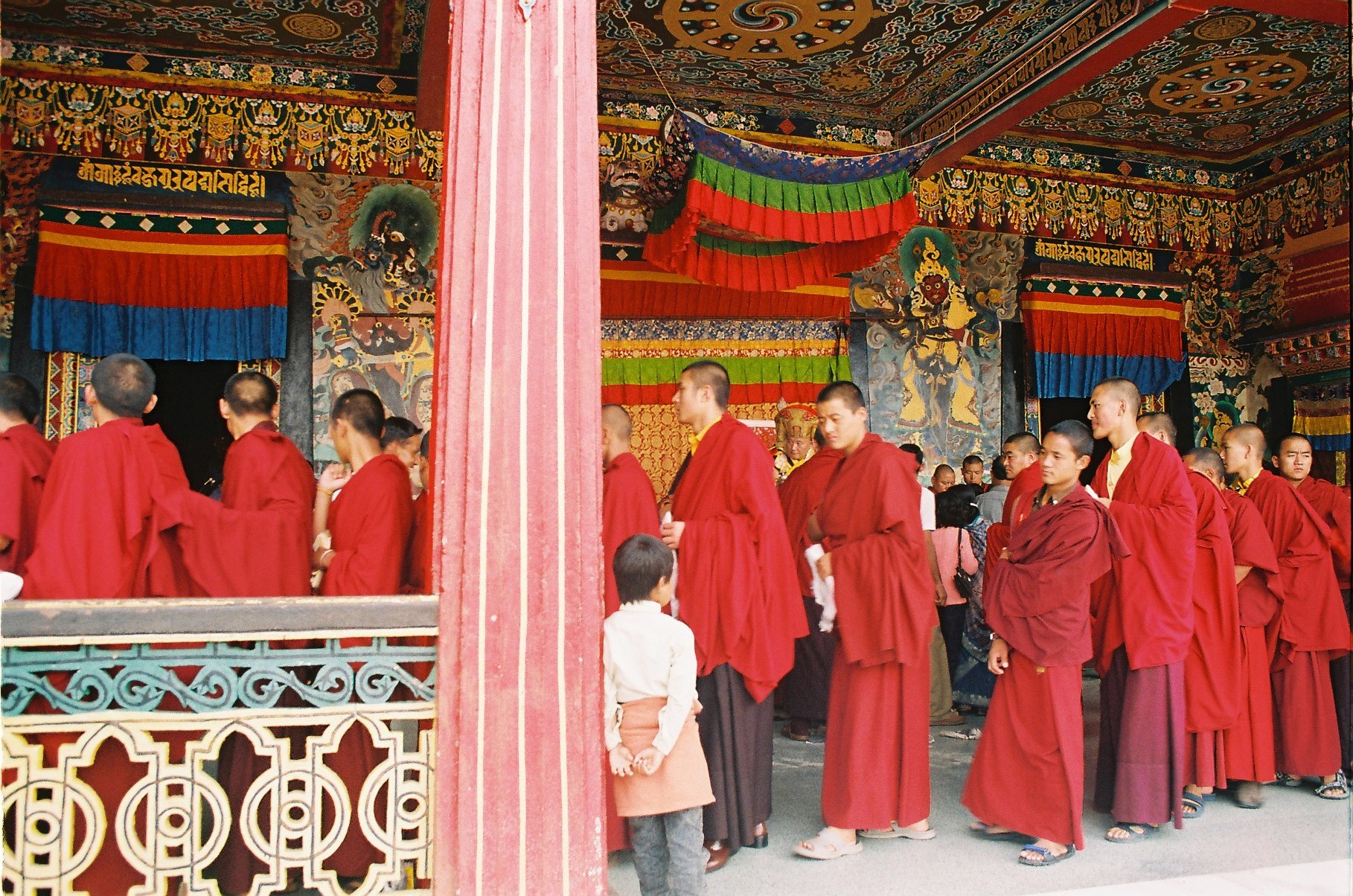
Các sư Tây Tạng (lama) trong một buổi lễ ở Sikkim

Phật giáo Tây Tạng (hay còn gọi là Lạt-ma giáo) là một một truyền thống Phật giáo phát triển chủ đạo ở Tây Tạng. Truyền thống này cũng được tìm thấy ở các vùng xung quanh Himalaya (chẳng hạn như Bhutan, Ladakh, và Sikkim), phần nhiều ở Trung Á, các vùng phía nam Siberia như Tuva, và Mông Cổ.
Phật giáo Tây Tạng là một hình thức Phật giáo kết hợp giữa Đại thừa và Kim cương thừa xuất phát từ các giai đoạn sớm nhất của lịch sử Phật giáo ở Ấn Độ. Vì vậy, hệ phái bảo tồn "hiện trạng Đát-đặc-la (tantra) của Ấn Độ thế kỷ thứ tám," 
bao gồm các phát triển và thực hành bản địa Tây Tạng. Đặc trưng của Phật giáo Tây Tạng là sự trộn lẫn của các giới luật của Thuyết nhất thiết hữu bộ và các phép tu của Kim cương thừa. Tại Tây Tạng vốn không có các danh từ tương đương "Lạt Ma giáo", khi những học giả Tây phương tới đây họ thấy dân chúng quá tôn sùng vị Lạt-ma cho nên họ đã tạo ra từ "Lạt-ma giáo" (en. Lamaism).
Trong thời kỳ tiền hiện đại, Phật giáo Tây Tạng lan ra bên ngoài Tây Tạng chủ yếu do ảnh hưởng của triều đại nhà Nguyên (1271–1368), được thành lập bởi Hốt Tất Liệt, cai trị Trung Quốc, Mông Cổ và các vùng ở Siberia. Trong lịch sử hiện đại, Phật giáo Tây Tạng lan rộng châu Á do các nỗ lực của những người Tibet di cư từ Trung Quốc.
Các dòng tu quan trọng của Tây Tạng thường hay có một hệ thống các tu viện, đồng thời cũng bắt nguồn từ các vị Đại thành tựu (sa. mahāsiddha). Về mặt lý thuyết, ngoài A-tì-đạt-ma, Phật giáo Tây Tạng còn dựa vào các giáo pháp Đại thừa của Long Thụ (sa. nāgārjuna) và Vô Trước (sa. asaṅga), xem đó là hai lý thuyết căn bản mà đặc biệt là triết lý Trung quán cụ duyên (sa. mādhyamika-prāsaṅgika) được xem trọng hơn hết. Ngoài ra Nhân minh học (hetuvidyā; có thể gọi là logic, lý luận học) cũng được đưa vào để luận giải các vấn đề có tính giáo khoa. Đặc biệt, các phép tu Tantra hay được dùng để biến các kiến thức lý thuyết thành kinh nghiệm bản thân.
Năm chủ đề (sa. pañcavacanagrantha) quan trọng phải được học hỏi, nghiên cứu trong một thiền viện tại Tây Tạng trước khi đạt được danh hiệu Gueshe (tương ứng với Thượng tọa tại Đông Á và Đông Nam Á, hay với bằng cấp Tiến sĩ Phật học của Tây phương) gồm:
1. Bát-nhã-ba-la-mật-đa (sa. prajñāpāramitā)
2. Trung quán (sa. mādhyamika)
3. Nhân minh hoặc Lượng học (sa. pramāṇavāda)
4. A-tì-đạt-ma (sa. abhidharma)
5. Luật (Tì-nại-da, sa. vinaya).

## Lịch sử

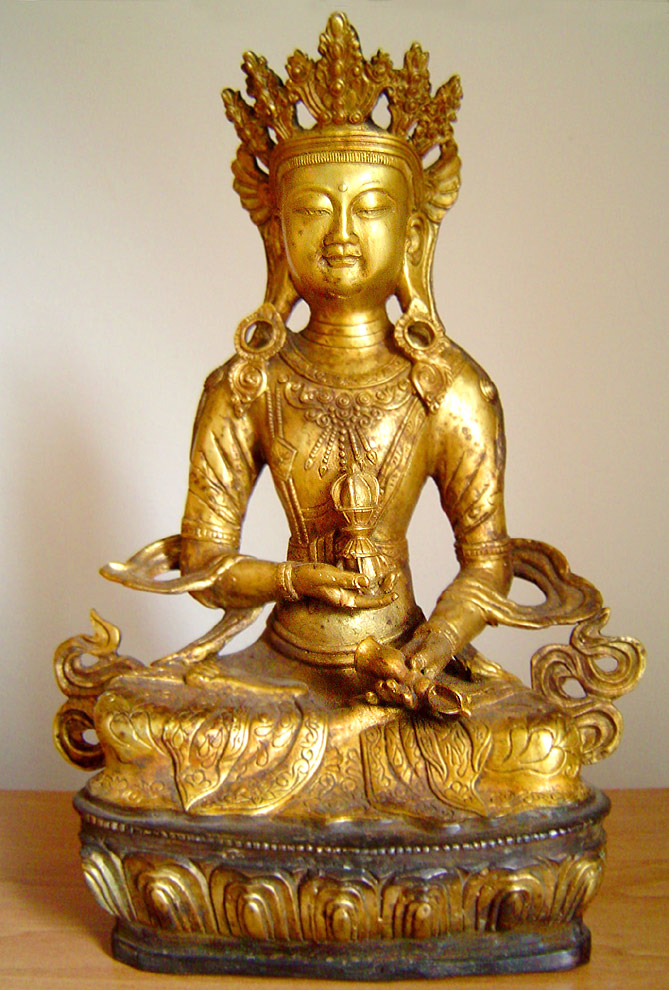
Vajrasattva, vị Bồ Tát tượng trưng cho sự thanh tịnh trong Phật giáo Tây Tạng

Trước khi Phật giáo du nhập vào Tây Tạng thì Bôn giáo được xem là quốc giáo. Khoảng dưới thời vua Tùng-tán Cương-bố (松贊干布, bo. srong bstan sgam po སྲོང་བསྟན་སྒམ་པོ་) (620-649) thì hoàng gia bắt đầu chuyển qua Phật giáo. Năm thế hệ sau vị vua này thì Phật giáo được tuyên bố chính thức là quốc giáo và với sự xây dựng tu viện Tang-diên (samye) năm 775, các tăng sĩ Tây Tạng bắt đầu thành lập Tăng-già (sa. Sangha).
Phật giáo Tây Tạng được xem là được hình thành trong thế kỷ 8 dưới triều vua Ngật-lật-song Đề-tán (755-797), do hai Cao tăng Ấn Độ là Tịch Hộ (sa. śāntaraksita) và Liên Hoa Sinh (sa. padmasambhava) truyền sang. Đợt đầu của việc truyền bá đạo Phật qua Tây Tạng chấm dứt trong thế kỷ 9. Trường phái Ninh-mã (bo. nyingmapa རྙིང་མ་པ་) được thành lập từ thời gian đó. Mới đầu Phật giáo Tây Tạng cũng có tiếp xúc, tranh luận với Thiền tông Trung Quốc, nhưng sau đó lại thiên hẳn giáo lý về Trung quán tông (sa. mādhyamika, bo. dbu ma pa).
Khoảng dưới thời vua Lãng-đạt-ma (glang dar ma གླང་དར་མ་) (838-842), Bôn giáo lại được phục hồi, Phật giáo bị bức hại. Trong thời gian đó, chỉ có phái "áo trắng", là các vị cư sĩ tại gia, được bảo tồn. Ngày nay phái này còn lưu truyền với phái Ninh-mã.
Sau một thời gian bị bức hại, Phật giáo lại phục hưng trong thế kỷ 11, phát sinh hai trường phái Ca-nhĩ-cư (bo. kagyupa བཀའ་བརྒྱུད་པ་) và Tát-ca (sa skya pa ས་སྐྱ་པ་) và đó là thời gian mà rất nhiều kinh sách được dịch ra tiếng Tạng cổ điển. Với A-đề-sa, đạo Phật lại được truyền bá lần thứ hai sang Tây Tạng. Từ đây, người ta lại quan tâm đến các trường phái, nhất là các phái truyền tâm từ thầy qua trò theo dạng "khẩu truyền", và từ đó sinh ra các tu viện lớn của tông Tát-ca (1073), lôi kéo được dịch giả Mã-nhĩ-ba (bo. mar pa མར་པ་) – người sáng lập tông Ca-nhĩ-cư – sang Ấn Độ thu thập kinh sách. Trong Phật giáo Tây Tạng và các tông phái tại đây, các vị đại sư được gọi là Lạt-ma, đóng một vai trò rất quan trọng. Một trong các vị quan trọng nhất là Tông-khách-ba (tsong-kha-pa), được mệnh danh là "nhà cải cách", người thiết lập và tổ chức lại toàn bộ các tông phái. Sư cũng là người xây dựng tu viện Gan-den (1409) và thành lập tông Cách-lỗ (bo. gelugpa དགེ་ལུགས་པ་).
Kể từ thế kỷ 14, phái Cách-lỗ thịnh hành, được xem là một trong bốn trường phái lớn của Phật giáo Tây Tạng. Ngày nay, trên thế giới, Phật giáo Tây Tạng được coi trọng, nhiều Lạt-ma Tây tạng đang giáo hóa tại các nước phương Tây.
Các tông phái và giáo lý khác như Đoạn giáo (bo. chod གཅོད་), tuy có một hệ thống kinh sách mạch lạc, nhưng lại không xây dựng tu viện nên cuối cùng hòa vào các dòng khác.